# Mount Ethelwulf
Ethelwulf är ett berg i Antarktis. Det ligger i Västantarktis. Argentina, Chile och Storbritannien gör anspråk på området. Toppen på Ethelwulf är 2 590 meter över havet. Ethelwulf ingår i Douglas Range.
Terrängen runt Ethelwulf är bergig åt sydväst, men åt nordost är den kuperad. Trakten är obefolkad. Det finns inga samhällen i närheten.